# Ян Бокгорст
Ян Бокхорст (нід. Jan Boeckhorst; 1604, Мюнстер — 21 квітня 1668, Антверпен) — голандський художник  доби бароко.

## Життєпис, ранні роки
Бокхорсти були родиною юристів. Юристом вже був дід майбутнього худжника, що був мером міста Мюнстер у 1568—1572 роках. Юристом був і батько художника. Батько Генріх Бокхорст (Heinrich Bock Horst) узяв шлюб із Катериною Хелскамф, котра була донькою судді. В родині народились дванадцять дітей, Ян був другим серед старших. Брати Яна (Генріх та Альберт) теж стануть юристами.
Первісну освіту Ян Бокхорст здобув у старовинній мюнстерській гімназії Паулінум. По закінченні він попрацював священиком у одній із місцевих церков, хоча не був висвячений на священика.

## В Антверпені
Близько 1626 року він прибув у Антверпен. Ймовірно, у нього вже був якийсь досвід спілкування або з художниками, або з творами мистецтва у церквах, що сприяло появі бажання навчитися малюванню і опанувати живопис. Про ранні роки художника збережено мало відомостей. За припущеннями, він починав учнем і помічником у майстерні художника Якоба Йорданса (1593—1678). Відомо про дружні стосунки Яна Бокхорста із  Антонісом ван Дейком, що практикував у майстерні Рубенса. Про близьке знайомство з творчою манерою Антоніса ван Дейка свідчитиме і делікатна художня манера Яна Бокхорста, менше близька до манери Рубенса чи Якоба Йорданса. Перевагами художника були гімназична освіта і його відкритість до новітніх мистецьких ідей.
В 1633 чи 1634 році став членом Гільдії св. Луки. Він вже працював помічником у численній майстерні Рубенса, що було додатковим визнанням непересічних художніх здібностей молодого митця. 
Відомо, що Рубенс з 1635 року працював над офіційним завданням від короля Іспанії створити декоративні картини для мисливського палацу Торре де ла Парада в Мадриді та над декором тріумфальних споруд на честь привітання ерцгерцога Фердинанда, котрий прибував у Антверпен. Серед помічників Рубенса вже активно працював і Ян Бокхорст.

## Візити до Італії
Вперше художник відвідав Італію 1637 року. Більше відомостей збережено про візит 1639 року. Під час перебування у Римі він спілкувався із художниками з Північної Європи, що згуртувались у товариство «Перелітні птахи». Ян Бокхорст був прийнятий у товариство і після церемонії посвяти отримав прізвисько Довгий Ян, бо був високим на зріст.
Ймовірно, і другий візит до Італії не був досить довгим. 30 травня 1640 у Антверпені помер важко хворий П. П. Рубенс. 1640 року він вже був у Антверпені, бо за дорученням вдови (Єлени Фурман) влаштовував справи померлого голови майстерні. Він закінчував твори Рубенса, що не були завершені, позаяк це могло призвести до втрати авторитету і прибутків.

## Темний період

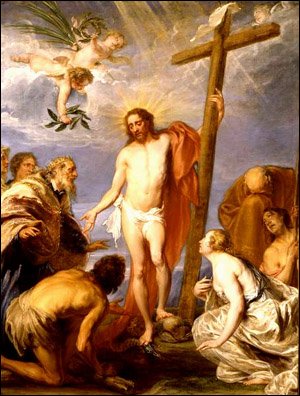
« Христос прощає грішників, що розкаялись», бл. 1660 р. Окленд, Нова Зеландія.

Період 1640—1649 рр. вважають темним. Збережено надзвичайно мало відомостей про митця і над чим він працював. До того ж Ян Бокхорст не ставив підписів на власних картинах, що надзвичайно заплутує їх атрибуцію. В 20 столітті лише стилістичний аналіз і вказівки у архівних документах дозволяють ідентифікувати його твори. При цьому він вже мав значний авторитет у Антверпені і Фландрії, про що свідчить намір екс-королеви Кристини Шведської зробити Яна Бокхорста придворним художником.

## Приватне життя
Тривала праця по замовам від церков і монастирів надала можливість покращити фінансовий стан митця. Відомо, що він також створював картони для майбутніх килимів і малюнки до різних видань. Все це надало можливість купувати твори мистецтва і картини різних художників для власних колекцій. Художник мешкав у власному будинку неподалік від антверпенського монастиря кармелітів, де неподалік мешкав і сам Пітер Пауль Рубенс.

## Смерть
Художник помер у Антверпені, поховання відбулося 24 квітня 1668 року у крипті церкви св. Івана. Майно художника і його колекції були продані на посмертному аукціоні.

## Увічнення пам'яті
На честь художника у місті Мюнстер одна з вулиць отримала його ім'я.

## Перелік вибраних творів

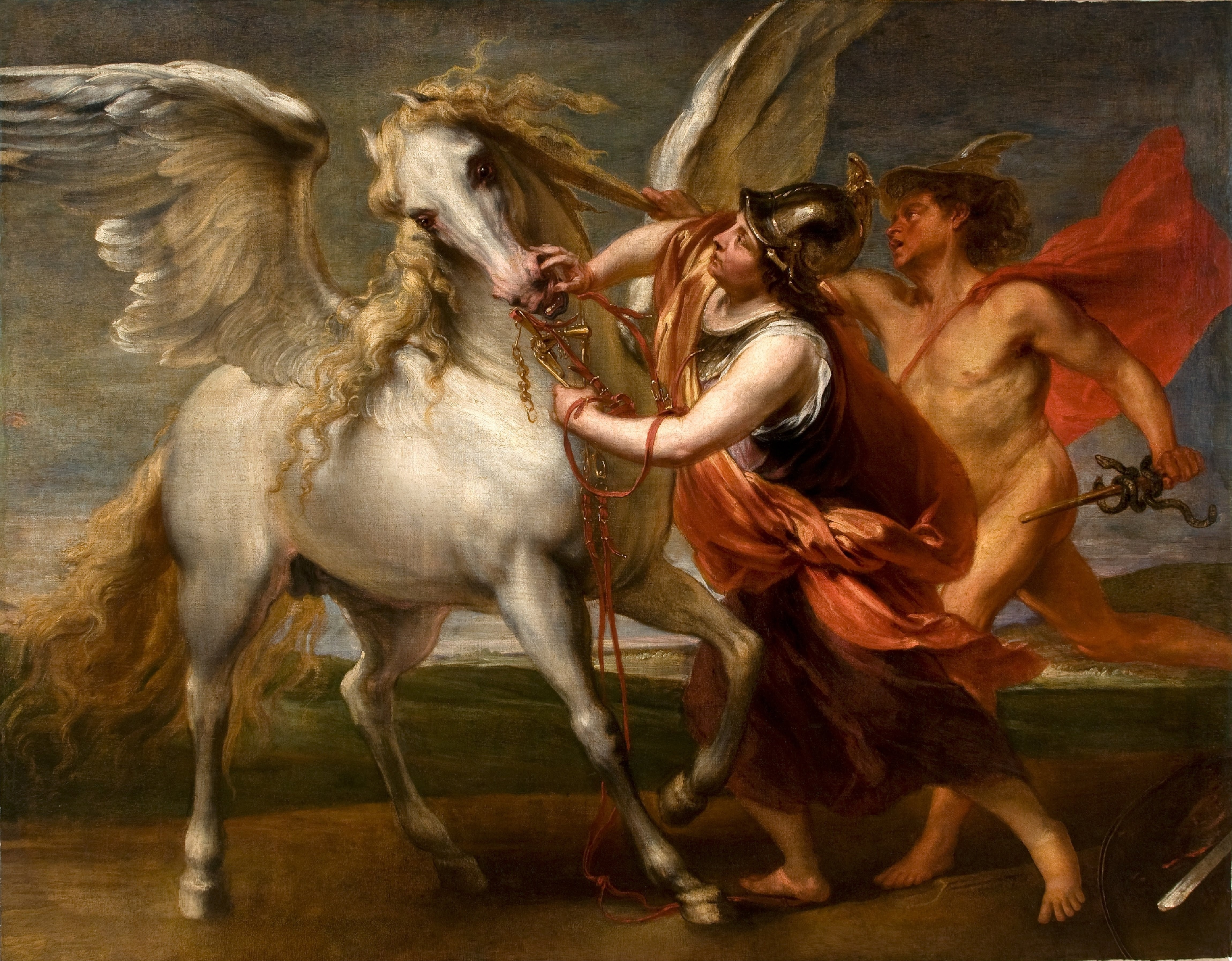
Пегас, Мінерва і Меркурій.

- «Символи чотирьох євангелістів»
- «Каяття Марії Магдалини
- «Каяття Давида

## Декоративні картини "Чотири сезони "

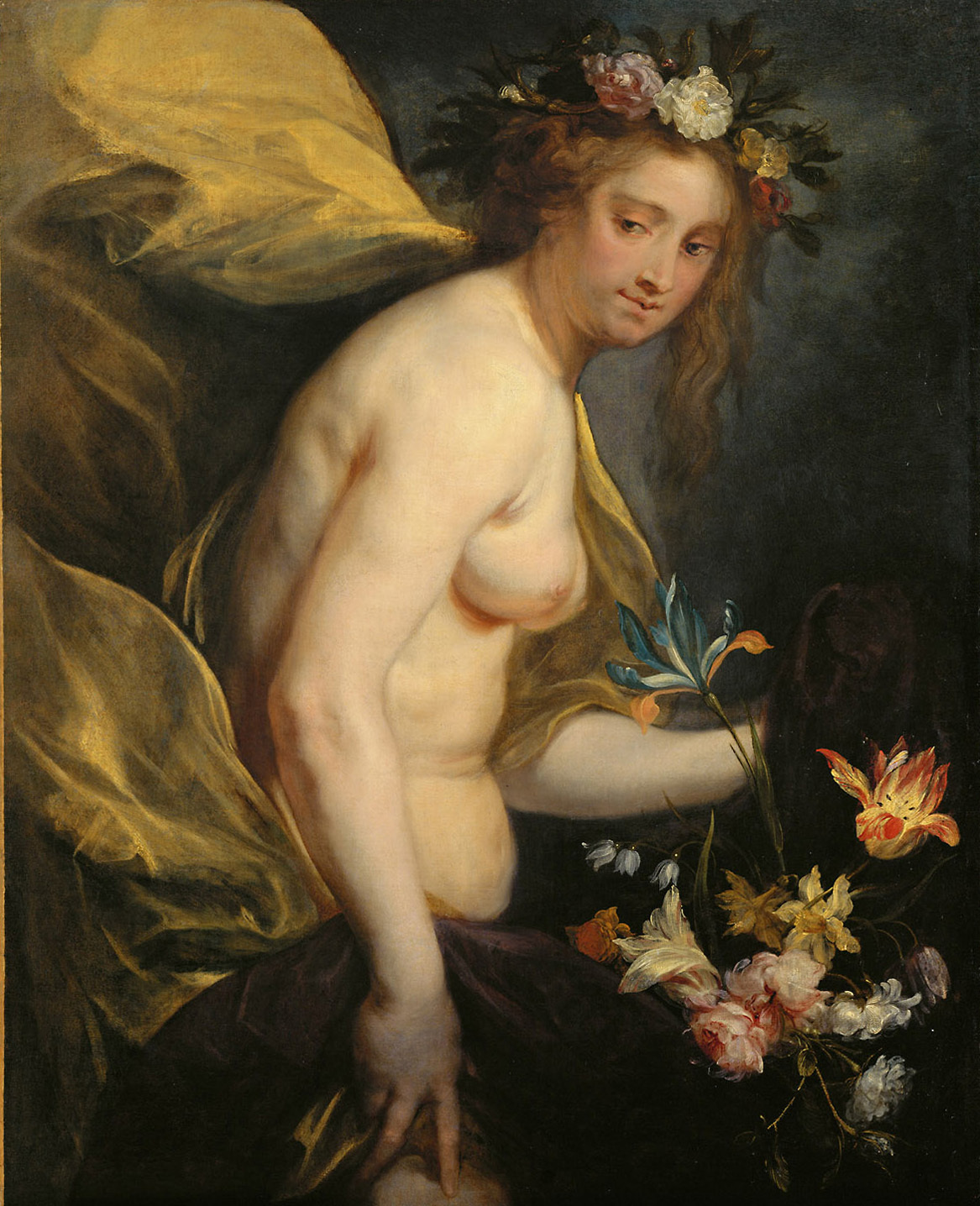
Алегорія весни.
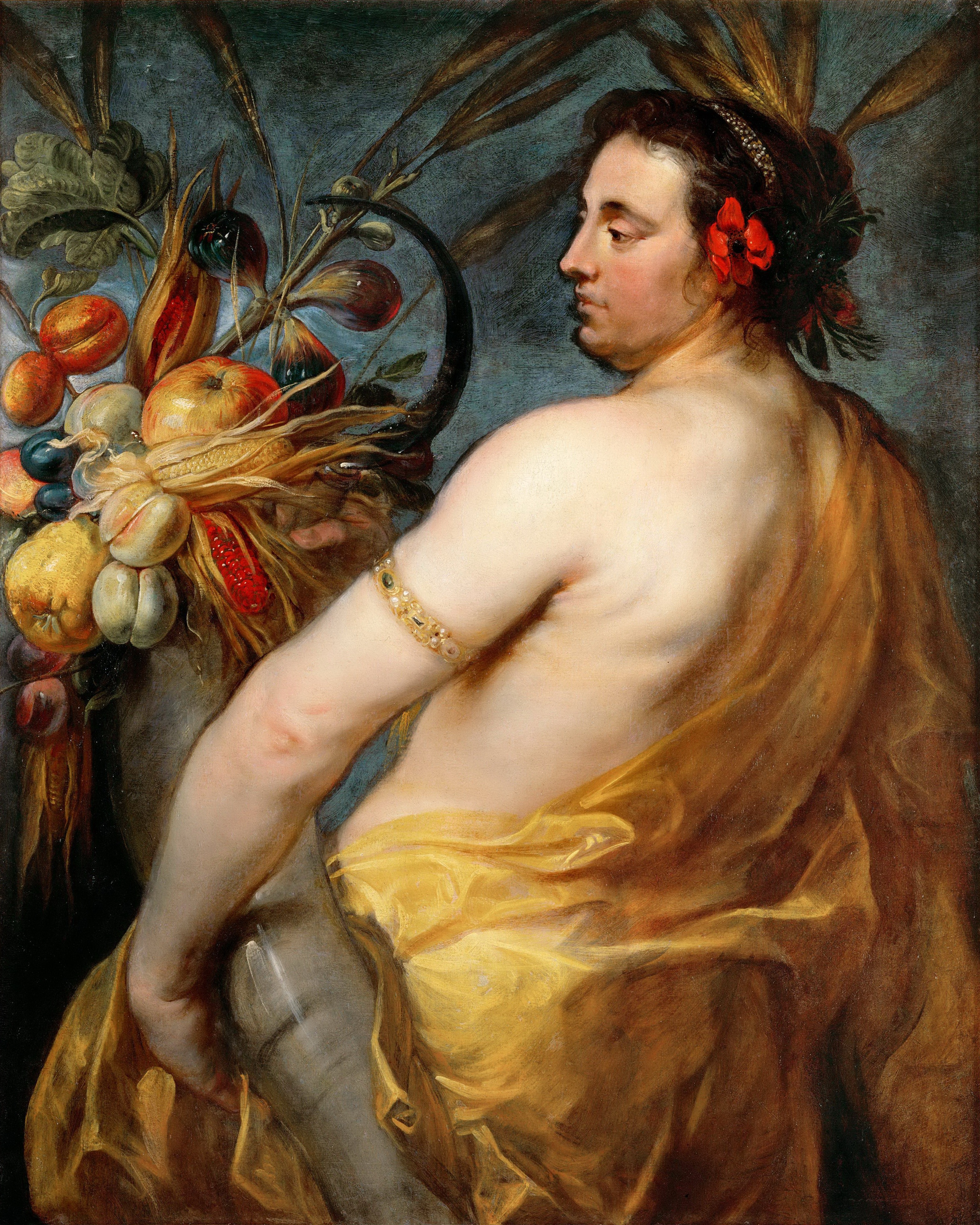
Алегорія літа
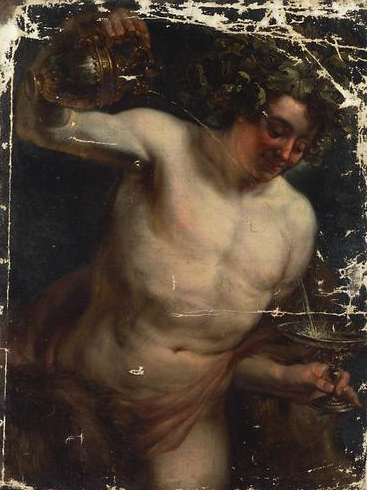
Алегорія осені
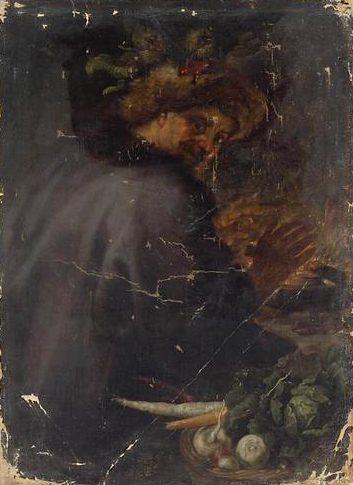
Алегорія зими, всі — Музей історії мистецтв, Відень.

## Портрети роботи Бокхорста

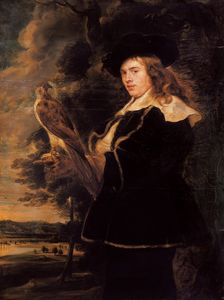
Шляхетний пан із соколом
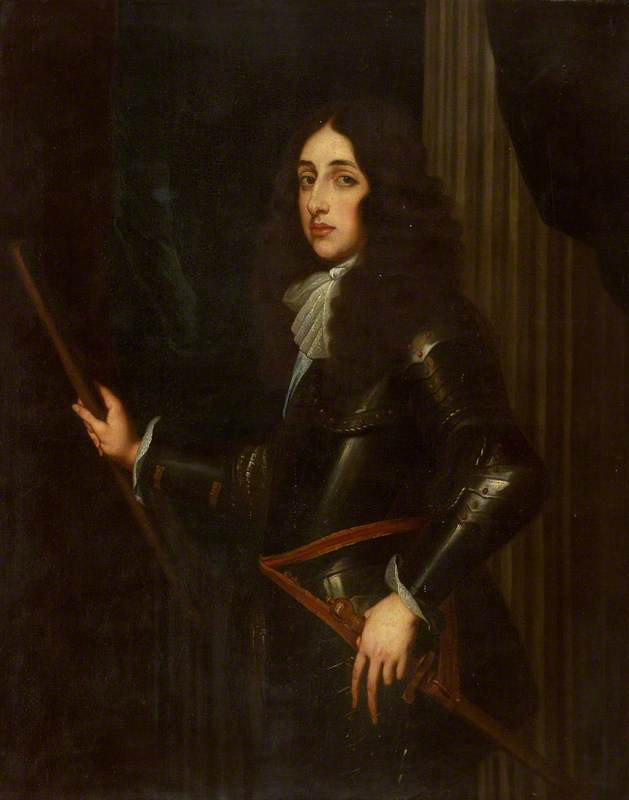
Принц Генрі, герцог Глостер
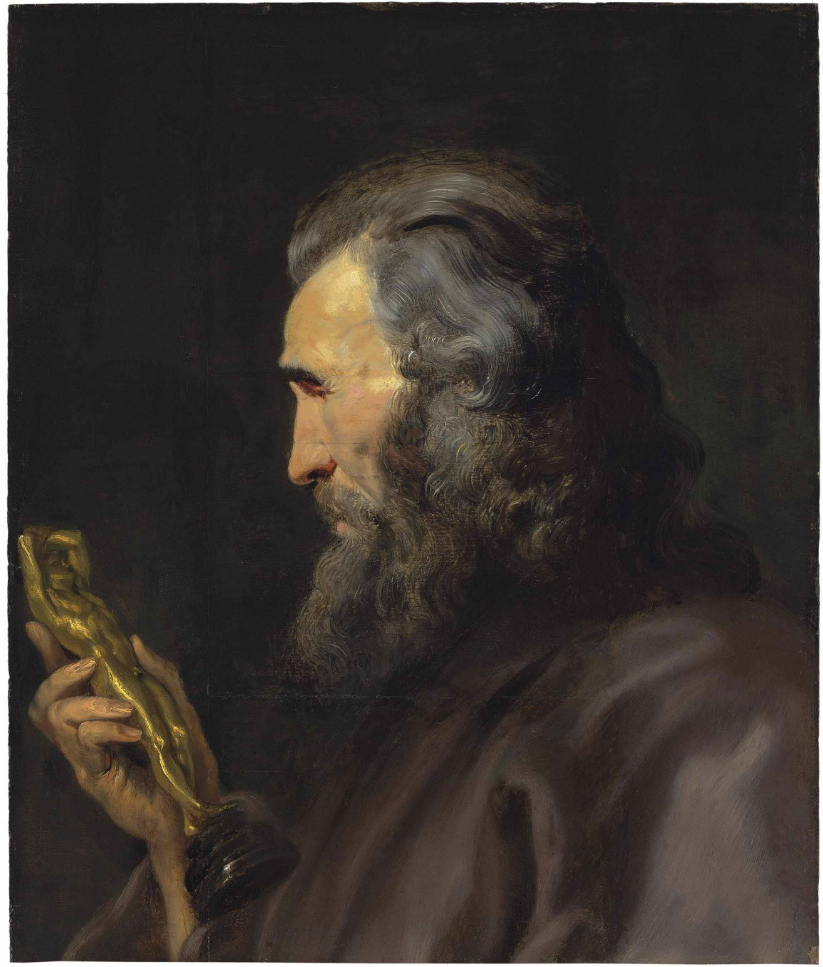
Ян Бокхорст та Пітер Пауль Рубенс. Невідомий у профіль зі скульптуркою в руці
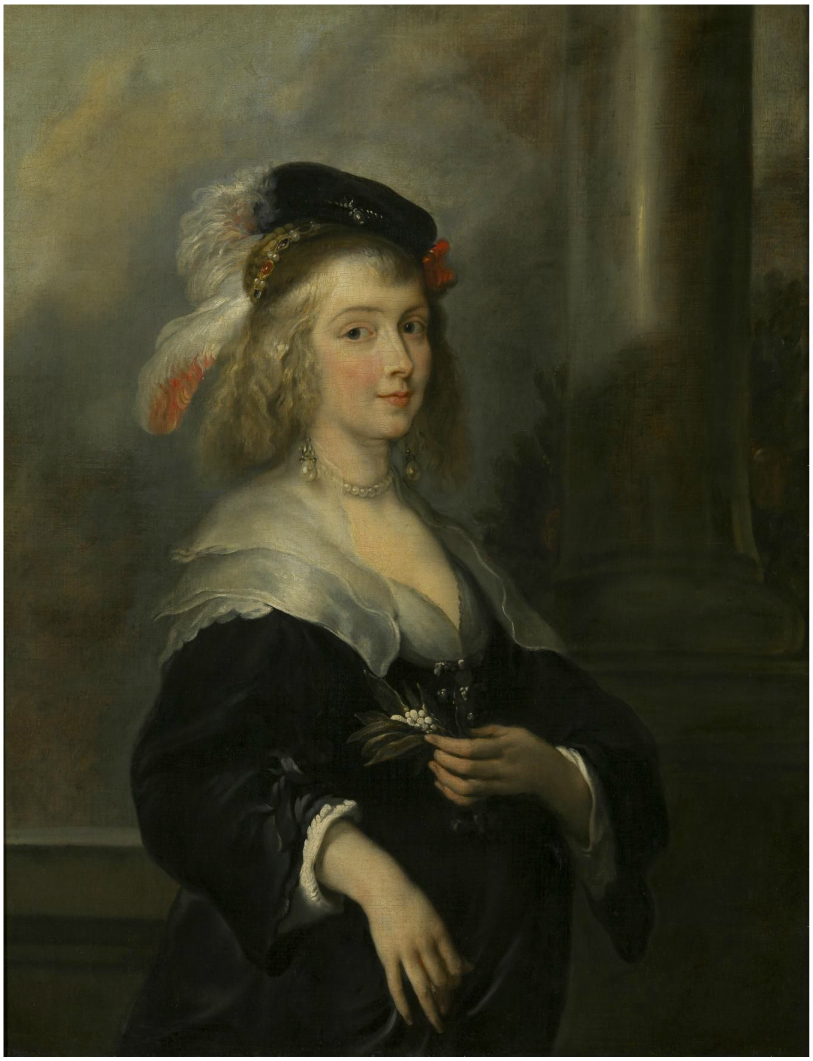
Єлена Фурман

## Галерея

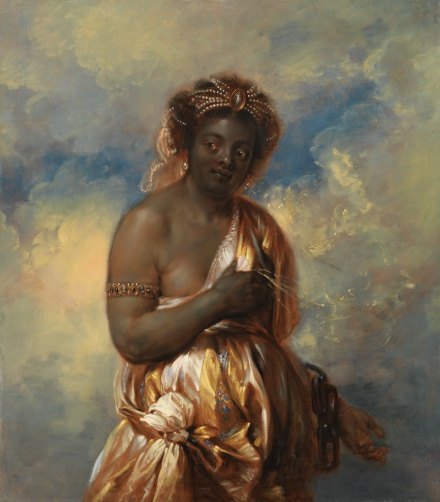
Ян Бокхорст. Алегорія Африки, серія Різні континенти.

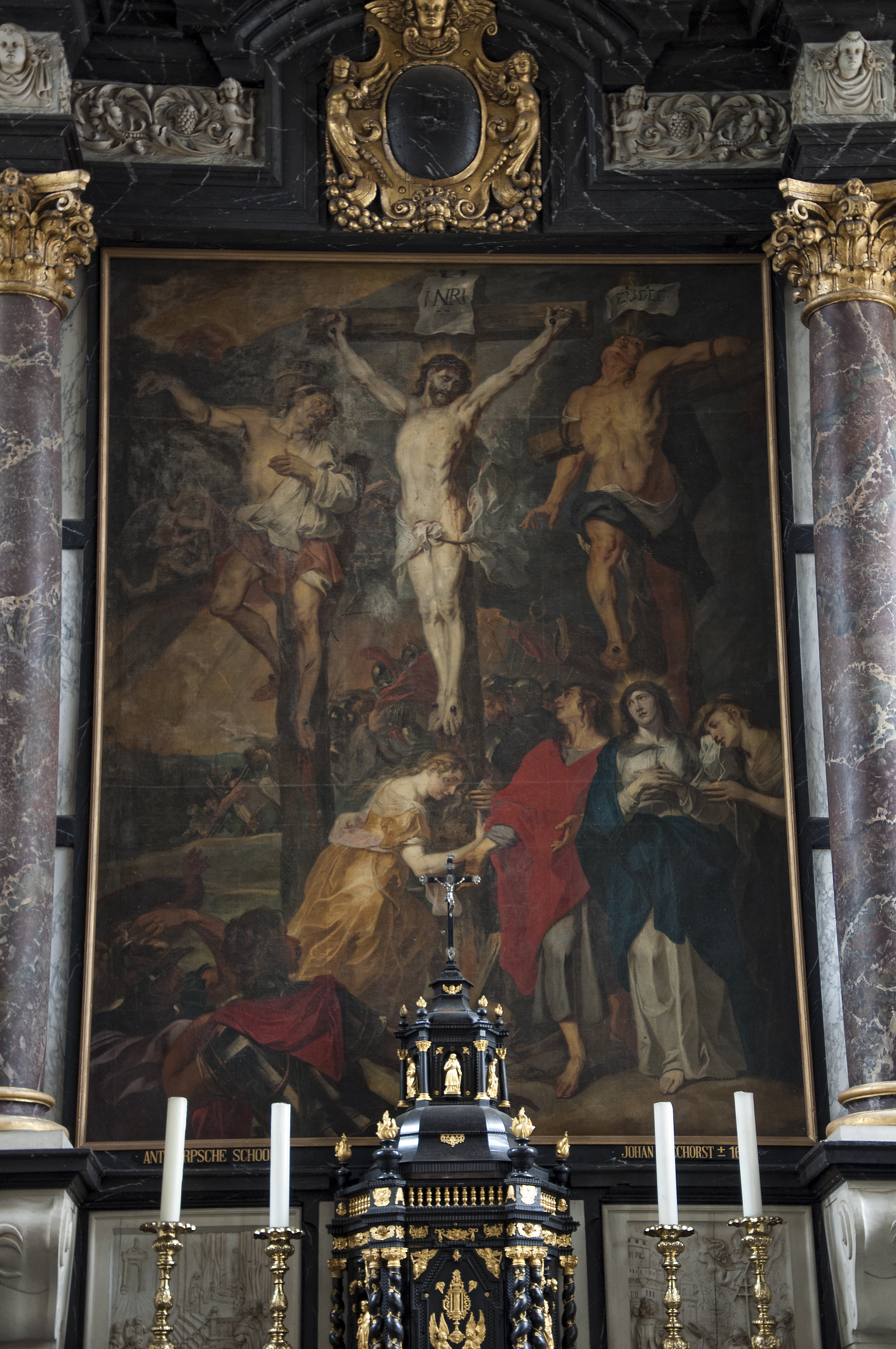
Голгофа, церква св. Петра, Ло, Бельгія
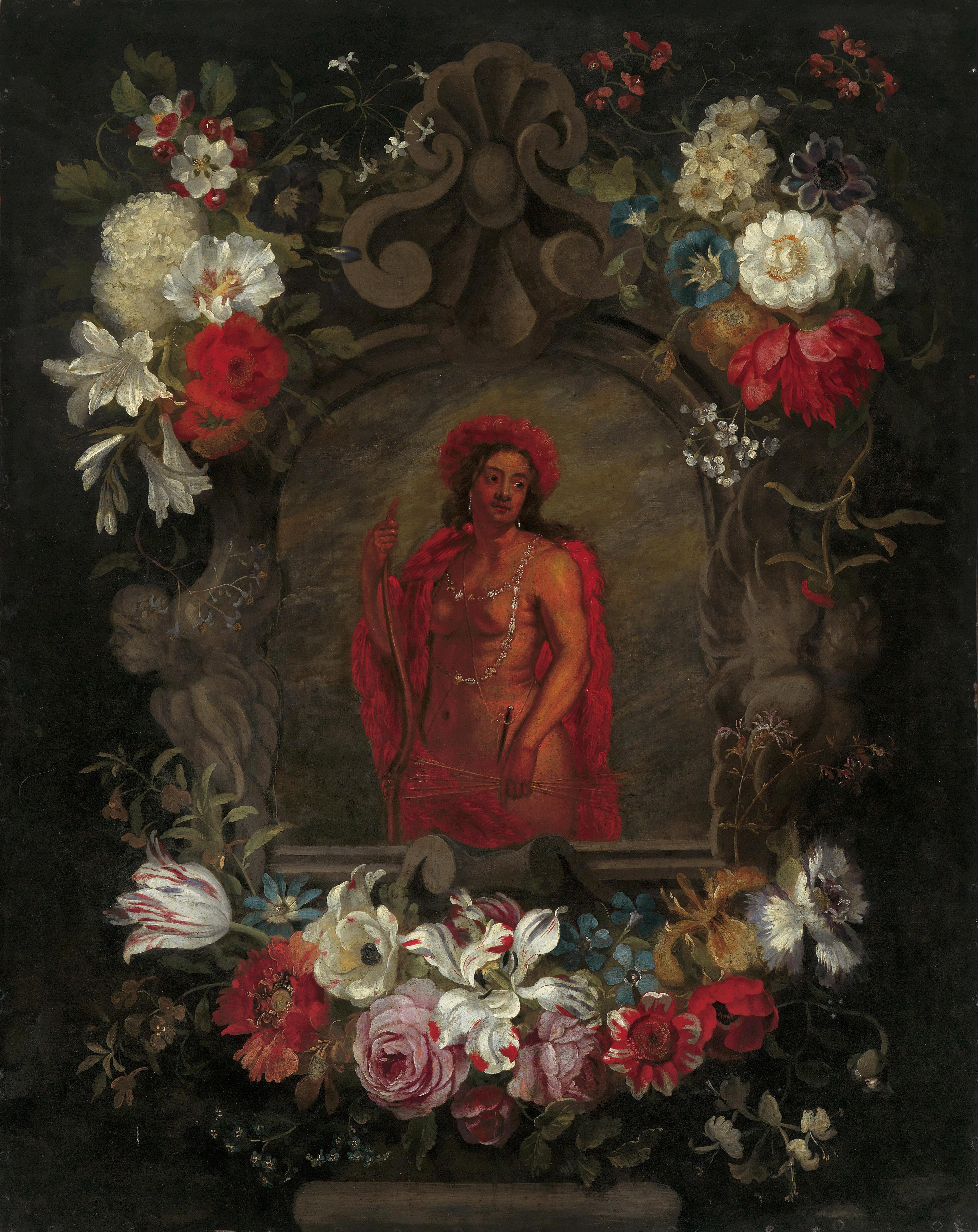
Алегорія Америки у гірлянді квітів.
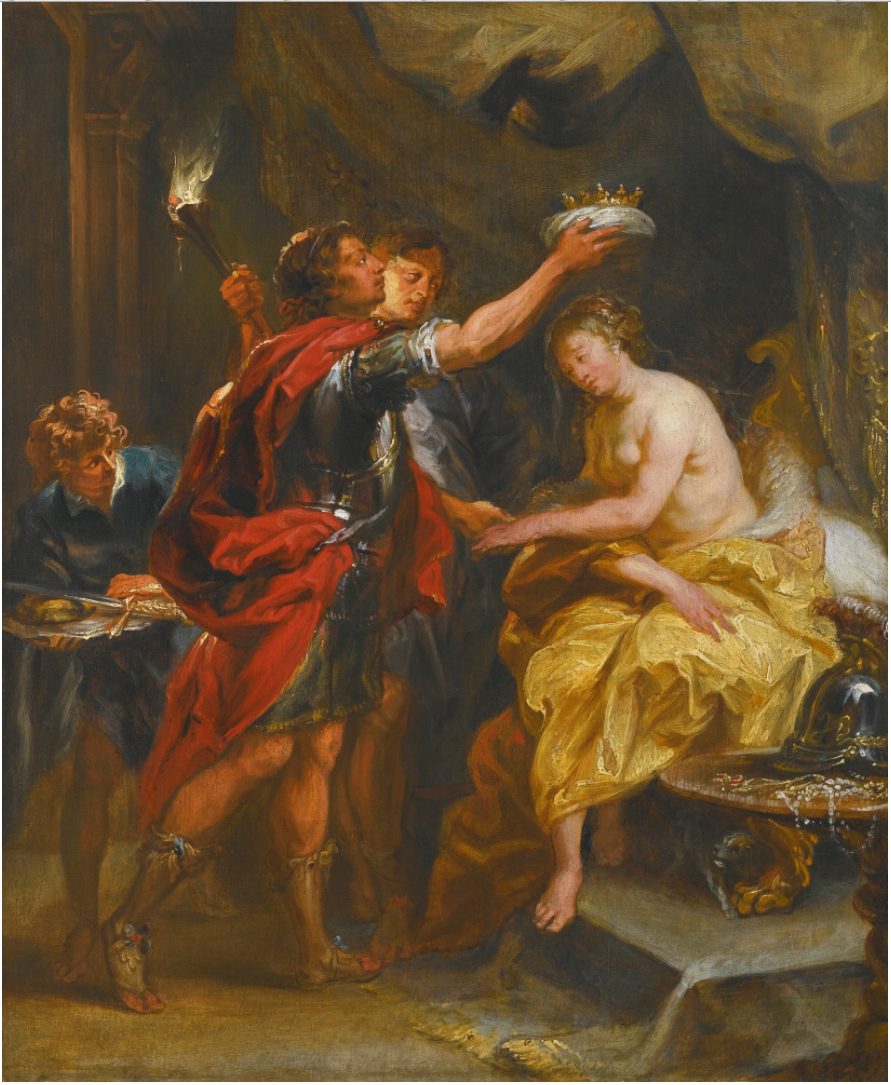
Олександр Македонський коронує Роксану.
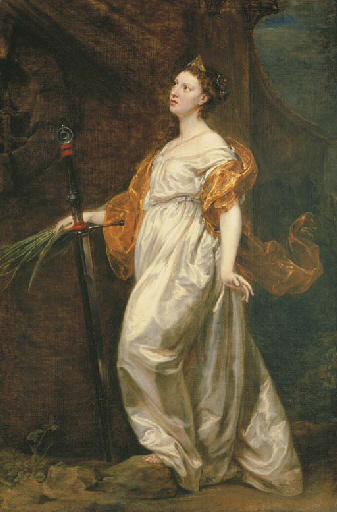
Св. Варвара.